# Caduceus

Caduceus

A caduceus (ógörögül: κηρύκειον, kérükeión) hírnökbot, amely köré két kígyó tekeredik. A kereskedelem ősi szimbóluma, melyet Hermésszel, a görög mitológia istenével azonosítottak.

## Ábrázolása
A pálcát néhol szárnyakkal, néhol két rákötözött fehér szalaggal ábrázolják. Tulajdonképpen a szalagok alakultak át a nyolcas alakban tekergő kígyókká. A nyolc fontos alapszám az asztrológiában. A legtöbb kultúra a nyolcashoz a feltámadás és a megváltás képzetét társítja.
Néhány esetben a görög kérükeión ábrázolása jelentősen eltér a hagyományos caduceusétól. Ezen ábrázolások sajátossága, hogy a rúdon lévő kígyók úgy keresztezik egymást, hogy kört alkotnak és fejeik szarvszerűen tekintenek egymásra. Ez a forma határozottan emlékeztet a Merkúr bolygó szimbólumára. A Merkúr tulajdonképpen Hermész római neve, aki a kérükeión vagy caduceus hordozója.

## A szimbólum jelentése
A hetedik században a caduceus a korai nyugati orvoslás szimbóluma lett, elsősorban az alkímia és a hermetikus asztrológia elvei nyomán, amely a bolygókat és csillagokat gyógyerőként használta a betegségek leküzdésében. 
A caduceust gyakran összekeverik Aszklépiosz botjával – Aszklépiosz botja valódi orvosi szimbólum, míg a caduceus a kereskedelem  megjelenítője. Történelmileg e két asztrológiai jel egymástól teljesen eltérő tartalommal bír az alkímia és a csillagászat elvei alapján. Néha a caduceus egybefonódó kígyó alakjait a DNS dupla-helixéhez is hasonlíthatjuk.
A szimbólum eredete egészen i. e. 2600-ig, a korai Mezopotámiába nyúlik vissza.
Első ábrázolásai i. e. 2200-ból, Mezopotámiából és Krétáról, i. e. 700-ból származnak.
Az ókori Görögországban asztrológus papok használták a caduceust az eleusziszi misztériumok alatt, mint a világban ható ellentétek szintézisének szimbóluma. A görög Hermész isten, az istenek hírnökének hagyományos ábrázolása, hogy kezében hordja a kérükeión pálcát (a rómaiak „caduceus”-nak nevezik). Pálcáján két kígyó tekereg és fölöttük egy angyalszárny található.
A Bibliában is található utalás caduceusszerű szimbólumra, például az Ószövetségben, Mózes IV. könyvében (Számok) 21:4–9 verseiben. A Kivonulás (Exodus) alatt, Mózes az Úr tanácsára  egy rézkígyót csináltatott és egy póznára tűzve a pusztába állította. Akit csak megmart egy mérges kígyó és föltekintett e botra, héber nevén Nehustanra, életben maradt, meggyógyult. Szintén megjelenik a Királyok II. könyve 18.4-ben.
A jelkép összefüggésben áll a  gnosztikus Corpus Hermeticummal, valamint a hindu jógafajtákkal, amely ezzel a szimbólummal jeleníti meg a test „finom” idegpályáit, energetikai csatornáit.
A bong kultúrában a caduceus a mesterdarab – amelyben a szépség és funkcionalitás összeolvad és betetőzi a  mesterségbeli tudást, a valódi értékeket, az egészséget és a jólétet szimbolizálja.